# Bruno Braun
Bruno Braun (* 10. Februar 1891 in Wermelskirchen; † 19. Juli 1948) war ein deutscher Politiker (CDU).

## Leben
Braun besuchte die Volksschule und absolvierte anschließend eine Lehre zum Feilenhauer. Nach dieser arbeitete er bis 1927 als Selbständiger in der Feilenbranche. Nebenberuflich war er Kassierer der Schutzsparkasse und später der Volksbank in Remscheid. Ab 1945 war er hauptberuflicher Kassierer und Geschäftsstellenleiter dieser Bank.

## Politik
Braun war ab 1946 Stadtverordneter und Amtsbürgermeister sowie Mitglied des Kreistages Rhein-Wupper-Kreis. Außerdem war er Gewerkschaftsmitglied. Braun rückte am 25. Februar 1947 in den Landtag Nordrhein-Westfalen ein, dem er in der zweiten Ernennungsperiode bis zum 19. April 1947 angehörte. Danach war er bis zu seinem Tod Mitglied des 1. Landtags.

## Weblink
Bruno Braun beim Landtag Nordrhein-Westfalen
| Personendaten    | Personendaten                  |
| ---------------- | ------------------------------ |
| NAME             | Braun, Bruno                   |
| KURZBESCHREIBUNG | deutscher Politiker (CDU), MdL |
| GEBURTSDATUM     | 10. Februar 1891               |
| GEBURTSORT       | Wermelskirchen                 |
| STERBEDATUM      | 19. Juli 1948                  |